# Nadezhda Vasilyevna Popova
Nadezhda (Nadia) Vasil'yevna Popova (tiếng Ukraina: Надія Василівна Попова, tiếng Nga: Наде́жда Васи́льевна Попо́ва; 1921-2013) là một chỉ huy phi đội trong Trung đoàn Cận vệ ném bom đêm Taman số 46 trong Thế chiến thứ hai, người đã đạt được thành tích đáng nể khi hoàn thành 18 cuộc ném bom trong một đêm với hoa tiêu Yekaterina Ryabova. Bà được đăng trên tạp chí Ogonyok  và nhiều ấn phẩm lớn khác của Liên Xô trong chiến tranh. Bà được trao tặng danh hiệu Anh hùng Liên Xô vào ngày 23 tháng 2 năm 1945 vì đã hoàn thành 737 phi vụ.

## Thiếu thời
Popova sinh ngày 17 tháng 12 năm 1921 tại Shabanovka (Orlovskaya oblast), Nga. Là con gái của một người lái xe lửa, bà lớn lên gần các mỏ than Donetsk ở Ukraina. Khi còn ở tuổi thanh thiếu niên, bà yêu thích âm nhạc, đàn hát và khiêu vũ, tham gia các vở kịch và nhạc kịch nghiệp dư, mơ ước trở thành một nữ diễn viên. Báo The Economist từng tường thuật bà có một "tinh thần hoang dã, dễ chán nản, cô ấy thích tango, foxtrot, hát theo nhạc jazz. Nó làm cô ấy cảm thấy tự do."  Khi một chiếc máy bay nhỏ hạ cánh gần ngôi làng của mình, bà trở nên say mê hàng không, đăng ký vào một trường học bay ở tuổi 15  mà không nói với bố mẹ. "Khi đi về phía máy bay, mỗi lần, cô ấy sẽ có một gánh nặng trong bụng; mỗi lần cất cánh, cô ấy lại hồi hộp." 
Năm 1937, bà thực hiện cả cú nhảy dù đầu tiên và chuyến bay một mình đầu tiên ở tuổi 16. Bất chấp sự phản đối của cha mẹ, bà vẫn theo đuổi đam mê mới và có được giấy phép bay.
Ban đầu, bà bị từ chối cho phép nhập học trong một trường phi công, nhưng sau khi Polina Osipenko, Thanh tra Hàng không tại Quân khu Moskva, giới thiệu, bà được phép đăng ký vào trường bay Kherson, tốt nghiệp ở tuổi 18 và trở thành một giáo viên bay.

## Thế chiến thứ hai

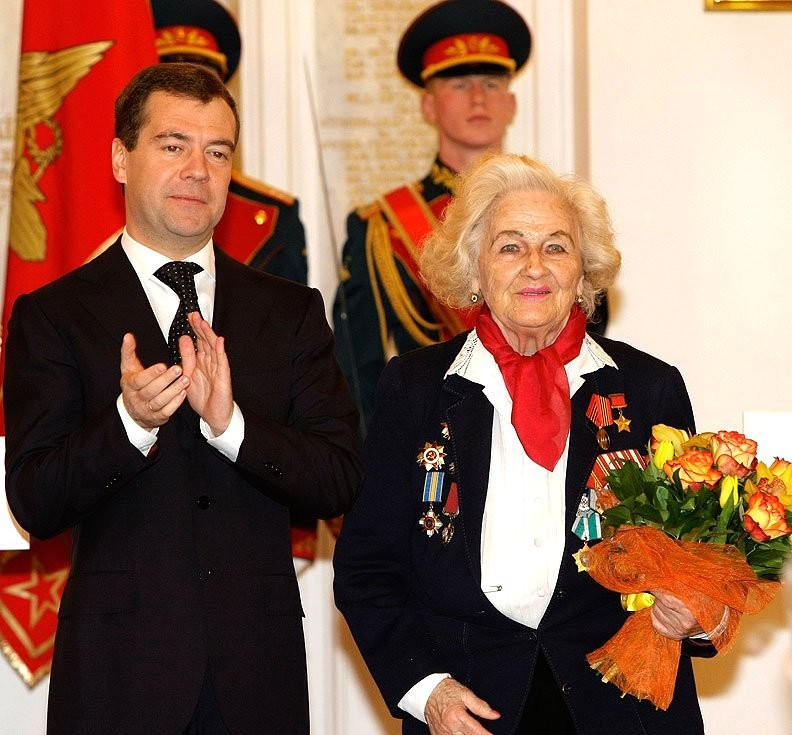
Popova với tổng thống Nga Medvedev năm 2009

Popova tình nguyện trở thành một phi công quân sự, nhưng chính phủ ban đầu cấm phụ nữ tham gia các vị trí chiến đấu và từ chối bà. Nhưng vào tháng 10 năm 1941, Joseph Stalin, do những nỗ lực vận động của Marina Raskova, đã cho phép thành lập ba trung đoàn hàng không nữ.
Popova, với mối thù người anh trai Leonid đã hy sinh ở mặt trận năm 1941 và quê nhà của họ đã bị quân Đức chiếm, được Marina Raskova gửi đến Engels để tham gia cùng những phụ nữ khác được đào tạo để trở thành phi công quân sự. Sau đó, bà tham gia một trung đoàn ném bom đêm, và thăng tiến lên vị trí chỉ huy Trung đoàn phụ nữ thứ 2 (1941-1945), bay trên chiếc Polikarpov Po-2, một chiếc máy bay hai tầng cánh, vốn được sử dụng để phun thuốc nông nghiệp trước chiến tranh. Trung đoàn phi công nữ luôn bay vào ban đêm; những chiếc máy bay của họ, không được trang bị súng, radio, radar hoặc dù, sẽ thiêu hủy ngay lập tức nếu bị trúng đạn dù chỉ là tối thiểu.
Vào ngày 10 tháng 3 năm 1942, trong một nhiệm vụ huấn luyện, Popova đang dẫn đầu đội hình thì có hai máy bay bị lạc trong trận bão tuyết dữ dội và bị rơi, làm toàn bộ phi hành đoàn thiệt mạng. Đây là những thương vong đầu tiên trong đơn vị của bà. Sau khi hoàn thành huấn luyện, bà được cử đi chiến đấu tại khu vực quê hương thời thơ ấu của mình trên các mỏ than Donetsk. Trung đoàn của bà được quân Đức gọi là "Nachthexen" (Phù thủy đêm) bởi tiếng ồn ào của chiếc máy bay bằng gỗ dán và vải của họ khiến người Đức nhớ đến tiếng chổi của phù thủy." 
Popova từng bị bắn hạ nhiều lần trong ba năm chiến đấu, nhưng không bao giờ bà bị thương nặng. Vào ngày 2 tháng 8 năm 1942, khi bà đang thực hiện nhiệm vụ trinh sát ban ngày thì bị các phi công Luftwaffe tấn công và buộc phải hạ cánh khẩn cấp gần Cherkessk. Trong khi đang cố gắng tìm cách trở về đơn vị của mình, bà đi nhờ một đoàn xe cơ giới, và gặp được người chồng tương lai của mình trong số các thương binh, phi công chiến đấu Semyon Kharlamov, người đang đọc Sông Đông êm đềm.
Sau đó, bà tiếp tục thực hiện một nhiệm vụ tiếp tế xuyên qua hỏa lực của kẻ thù đang bao vây Novorossiysk, thả lương thực, nước uống và vật tư y tế cho các lực lượng bị mắc kẹt ở Malaya Zemlya, một nhiệm vụ gần như bất khả thi. Sau khi trở về, bà mới nhận ra chiếc máy bay của mình bị thủng lỗ chỗ đạn, ngay trên cả bản đồ và mũ bay của bà.
Khi các lực lượng phe Trục bắt đầu rút lui, đơn vị của Popova đã đi theo mặt trận qua Belarus và Ba Lan và cuối cùng vào Đức. Chính tại ở Ba Lan, bà đã đạt được kỷ lục cá nhân của mình khi thực hiện 18 phi vụ chỉ trong một đêm. Tổng cộng, Popova đã hoàn thành 852 phi vụ trong chiến tranh.

## Cuộc sống sau chiến tranh
Trung đoàn cận vệ không quân ném bom đêm 46 bị giải thể vào tháng 10 năm 1945. Popova trở lại thị trấn của mình và được chào đón như một anh hùng, với ban nhạc diễu hành và những bông hoa ném vào xe. Bà được đưa đến nhà hát, nơi 2.000 người đang đợi, trong số đó có một trong những lính thủy đánh bộ mà bà đã tiếp tế ở Malaya Zemlya.
Bà kết hôn ngay sau chiến tranh - chồng bà sau đó đạt đến cấp bậc Thượng tướng trong Không quân Liên Xô, và con trai bà, Alelsandr tốt nghiệp Học viện Hàng không - và bà làm giáo viên bay trong gần hai thập kỷ. Chồng bà qua đời vào năm 1990.
Popova qua đời vào ngày 8 tháng 7 năm 2013 ở tuổi 91.

## Giải thưởng
- Anh hùng Liên Xô (23/2/1945, huy chương số 4849).
- Huân chương Lenin
- Huân chương Cờ đỏ (ba lần)
- Huân chương Chiến tranh vệ quốc hạng 1, (hai lần)
- Huân chương Chiến tranh vệ quốc hạng 2
- Huân chương Danh dự
- Huân chương Hữu nghị
- Công dân danh dự của Donetsk.